# Robert Geib
Robert Geib (Lussemburgo, 2 novembre 1911 – Lussemburgo, 8 maggio 1996) è stato un calciatore lussemburghese, di ruolo attaccante.

## Carriera

### Club
Ha sempre giocato nel campionato lussemburghese.

### Nazionale
Ha rappresentato la Nazionale del suo paese alle Olimpiadi del 1936.